# Crucible Theatre
El Crucible Theatre es un teatro de Sheffield, Yorkshire y Humber en Inglaterra. Fue construido en 1971 en el centro de la ciudad. Además de obras teatrales, también se han organizado eventos deportivos, incluido el Campeonato Mundial de Snooker.

## Historia
El teatro se encuentra en Townhead Street donde anteriormente se encontraba el Playhouse Repertory hasta 1971. El Crucible fue construido en el mismo lugar por M. J. Glesson e inaugurado en el mismo año. En 1967, Colin George, director artístico del Crucible sugirió que hubiese un escenario abierto en el que el público pudiere situarse a tres bandas siguiendo el estilo de Sir Tyrone Guthrie. Las obras, diseñadas por la firma de arquitectos Renton Howard Wood Levin, empezaron a tomar forma a partir de 1969. Dos años después sería inaugurado con una fanfarria infantil en la que los niños participaron en una escena improvisada de El canto del cisne de Anton Chéjov junto con los actores Ian McKellen y Edward Petherbridge con la orquestación de la Banda de Sheffield.
En 2001 el Crucible obtuvo la mayor distinción al Teatro del Año por la entidad Barclays.
Entre los años 2007 y 2009 el teatro fue remodelado con un coste de 15 millones de libras. Durante ese tiempo solo se organizaron mundiales de Snooker.
El 11 de febrero de 2010 volvieron a abrir las puertas con la obra de Henrik Ibsen: Un enemigo del pueblo. A la semana venidera fue reinaugurada por el Conde de Wessex.

## Escenario y aforo
Está calificado como "Monumento de grado II" (Edificios de interés arquitectónico especial merecedores de todos los esfuerzos para su conservación)
Al tratarse de un escenario abierto, resulta versátil para funciones de danza y musical, ya sea teatro clásico o moderno al igual que eventos deportivos como squash y el Campeonato Mundial de Snooker.
Tiene un aforo de 980 espectadores con una distancia de 20 metros respecto al actor a partir de la primera fila. En consecuencia este último mantiene un contacto cercano con el público, el cual puede de un modo participar en la función. Años después, el administrador del teatro convenció a la Fundación Gulbenkian de que financiaran el local con el objetivo de que este pudiera obtener el estatus de teatro profesional.